# Leslie Halliwell
Pour les articles homonymes, voir Halliwell.
Robert James Leslie Halliwell, né le 23 février 1929 à Bolton (Lancashire) et mort le 21 janvier 1989 à Esher (Surrey), est un critique de cinéma britannique, un encyclopédiste et un acquéreur de droits de télévision pour ITV, le réseau commercial britannique, et Channel 4. Il est surtout connu pour ses guides de référence, le Filmgoer's Companion (1965), une encyclopédie cinématographique en un seul volume qui présente des biographies (avec les filmographies) et des termes techniques, et le Halliwell's Film Guide (1977), qui présente une multitude de films sélectionnés.
Anthony Quinton a écrit dans le Times Literary Supplement : « Plongé dans la lecture de ces beaux livres, on devrait lever les yeux un instant pour admirer l'étonnante combinaison d'industrie et d'autorité d'un seul homme qui les a fait naître ».
La promotion du cinéma par Halliwell à travers ses livres et ses saisons de « golden oldies » sur Channel 4 lui a valu des récompenses du London Film Critics Circle, du British Film Institute et un BAFTA posthume,,.

## Œuvres
- 1965 – The Filmgoer's Companion. –  (ISBN 0-00-255798-3) (editions 1–9 by Halliwell)
- 1973 – The Filmgoer's Book of Quotes. –  (ISBN 0-583-12889-0)
- 1975 – The Clapperboard Book of the Cinema. – with Graham Murray,  (ISBN 0-246-10814-2)
- 1976 – Mountain of Dreams: the Golden Years of Paramount. –  (ISBN 0-246-10825-8)
- 1977 – Halliwell's Movie Quiz. –  (ISBN 0-905018-42-7)
- 1977 – Halliwell's Film Guide. –  (ISBN 0-00-714412-1) (editions 1–7 by Halliwell)
- 1979 – Halliwell's Television Companion. –  (ISBN 0-586-08379-0)
- 1982 – Halliwell's Hundred. –  (ISBN 0-246-11330-8)
- 1984 – The Ghost of Sherlock Holmes: Seventeen Supernatural Stories. –  (ISBN 0-586-05995-4)
- 1985 – Seats in All Parts: Half a Lifetime at the Movies. –  (ISBN 0-246-12478-4)
- 1986 – Halliwell's Harvest. –  (ISBN 0-684-18518-0)
- 1986 – The Dead that Walk. –  (ISBN 0-8044-2300-8)
- 1987 – A Demon Close Behind. –  (ISBN 0-7090-2932-2)
- 1987 – Double Take and Fade Away. –  (ISBN 0-246-12835-6)
- 1987 – Return to Shangri-La. –  (ISBN 0-586-07081-8)
- 1988 – A Demon on the Stair. –  (ISBN 0-7090-3181-5)

## Les dix films préférés de Leslie Halliwell
Cette liste des films préférés de Leslie Halliwell a été publiée à l'origine dans la cinquième édition du Film Guide.
- 1941 : Citizen Kane d'Orson Welles
- 1932 : Haute Pègre (Trouble in Paradise) d'Ernst Lubitsch
- 1935 : La Fiancée de Frankenstein (Bride of Frankenstein) de James Whale
- 1931 : Le Million de René Clair
- 1946 : Une question de vie ou de mort (A Matter of Life and Death) de Michael Powell et Emeric Pressburger
- 1937 : Les Horizons perdus (Lost Horizon) de Frank Capra
- 1933 : Les Compagnons de la nouba (Sons of the Desert) de William A. Seiter
- 1940 : Indiscrétions (The Philadelphia Story) de George Cukor
- 1941 : Le Faucon maltais (The Maltese Falcon) de John Huston
- 1938 : Une femme disparaît (The Lady Vanishes) d'Alfred Hitchcock